# Ambrozije Gučetić
Ambrozije ili Ambroz Gučetić O.P. (tal. Ambrogio Gozzeo; Dubrovnik, 1563. – Ston, 13. srpnja 1632.) bio je prelat Katoličke Crkve koji je služio kao biskup stonski od 1615. do 1632. Prije toga, obnašao je dužnost biskupa trebinjsko-mrkanskog, od 1609. do 1615. godine.
Smatra se jedim od prvih hrvatskih životopisaca.

## Životopis
Rodio 1563. godine u dubrovačkoj plemićkoj obitelji, Marina Franova zvanog Ruljica († 1571.) i Nike, kćeri Luje G. († 1600.) koji su osim njega imali šest drugih sinova i četiri kćeri, od kojih je jedna bila časna sestra benediktinka u samostanu sv. Marije. Nijedan brat se nije ženio, niti imao potomka. Ime je dobio po očevom polubratu, Ambrozu Gučetiću, dubrovačkom plemiću i stonskom knezu.
Dana 29. svibnja 1578. ušao je u dominikanski red. Nakon završenog tečaja humanističkih znanosti, 1584. poslan je na doškolovanje u Bolognu. Na generalnom učilištu dominikanskoga reda je 1588. godine položio lektorski ispit. Dana 15. kolovoza Iste godine je iz Dubrovnika bio poslan u Napulj da na tamošnjem Generalnom učilištu Reda kao bakalaureus predaje teologiju zbog postizanja doktorata. Nakon toga se vraća u Dubrovnik gdje je bio prior u više samostana dominikanske Dubrovačke kongregacije.
Na prijedlog dubrovačkog Senata od 2. veljače 1609., poglavar dominikanskog reda, Augustinus Galamini, 20. svibnja 1609., odobruje njegov izbor. Papa Pavao V. ga zatim imenuje, 15. lipnja iste godine, trebinjsko-mrkanskim biskupom. Za biskupa je posvećen 5. srpnja 1609. godine. Glavni posvetitelj na ređenju, u rimskoj bazilici San Giovanni dei Fiorentini, bio mu je Ottavio kard. Acquaviva d'Aragona.
S kotorskim biskupom vodio je spor zbog jurisdikcije nad Herceg Novim, ali ga nije dobio. Gučetić je bio prvi trebinjsko-mrkanski biskup koji je stupio na tlo svoje biskupije pod osmanskom vlašću. O tome je napisao izvještaj Kongregaciji Koncila u Rimu, 1610. godine. Tada navodi da u njegovoj biskupiji postoje u Popovu svega 4 katolička zaseoka. Dalje navodi kako su nevjernici porušili brojne crkve u biskupiji te da je biskupija bez svećenstva. Uz to navodi da on, kao biskup, ima samo trojicu sluga. Ipak, poznato je da u to vrijeme u Popovu i Gracu djeluju dvojica svećenika franjevaca. U izvještaju iz 1613. navodi kako su mu spomenuti svećenici iskazali poslušnost s brojnim vjernicima u Herceg-Novom, Popovu, Orahovu, Bobanima te nekim drugim mjestima.
Sveta ga Stolica, 23. ožujka 1615., premješta za biskupa Stonske biskupije. Uz novčanu pomoć biskupa Nikole Brautića, podignuo je dominikanski samostan u Brocama na Pelješcu. Godine 1626. za katedralnu crkvu dao je izraditi bogato oslikan oltar. Godine 1628. obdario je svećeničku bratovštinu u Stonu bogato oslikanim oltarom.
Preminuo je 13. srpnja 1632. godine. Pokopan je u stonskoj katedrali.

## Spisateljska djelatnost
Ostavio je više djela u rukopisu:
- „Reformatio calendarii perpetui iuxta calendarium Gregorianum”
- „Tabula ordinationum omnium capitulorum generalium Ordinis Praedicatorum ab anno Domini MDXLII usque ad annum MDCI”
- „Lectiones in Logicam Petri Hispani”
- „Correctiones Commentarii Ludovici Vives in libros S. Augustini De civitate Dei”
- „Correctiones in figuras Bibliorum Fr. Antonii de Rempologis Heremitani”
- „Correctiones in Regnum Slavorum Mauri Oribini”
- „Correctiones in librum ‘Il monte Calvario’”
- „Similitudines et exempla num. 1019 ad usum concionatorum”
- „Arbor nobilis familiae Gozeanae”

Sva djela, osim posljednjega, koje govori o rodoslovlju Gučetića, su vremenom izgubljena.
U Veneciji mu je 1605. objavljeno djelo:
- „Catalogus virorum ex familia Praedicatorum in literis insignium”

### Knjige
- Krasić, Stjepan. 2023. Dubrovački dominikanci i Trebinjsko-mrkanska biskupija.   Puljić, Ivica; Marić, Marinko (ur.). Trebinjsko-mrkanska biskupija: Zbornik radova povodom obilježavanja 1000. obljetnice prvoga pisanog spomena Trebinjske biskupije i 700. obljetnice prvoga pisanog spomena Mrkanske biskupije. Trebinjsko-mrkanska biskupija. Mostar. str. 437–469
- Perić, Ratko. 2000. Da im spomen očuvamo. Biskupski ordinarijat Mostar. Mostar.
- Pinjuh, Dijana. 2013. Vjerske prilike kod katolika u Hercegovini od turskog osvajanja do konca 17. stoljeća. Zagreb

### Članci
- Krasić, Stjepan. 2002. Gučetić, Ambroz. Hrvatski biografski leksikon. Zagreb.  journal zahtijeva |journal= (pomoć)
- Krešić, Milenko. 2011. Crkveno uređenje jugoistočne Hercegovine (Trebinjske biskupije) u 17. stoljeću. Vrhbosnensia. Katolički bogoslovni fakultet Univerziteta u Sarajevu. Sarajevo.  (11): 57–70
- Prlender, Ivica. 2002. Gučetić. Hrvatski biografski leksikon. Zagreb.  journal zahtijeva |journal= (pomoć)
- Uredništvo. 1983. Predgovor (PDF). Hrvatski biografski leksikon. Zagreb.  journal zahtijeva |journal= (pomoć)
- Vekarić, Nenad. 2009. Gučetić (Gozze), Ambroz. Leksikon Marina Držića. Zagreb.  journal zahtijeva |journal= (pomoć)

### Mrežna sjedišta
- Bishop Ambrogio Gozzeo, O.P. †. catholic-hierarchy.org (engleski). Pristupljeno 18. rujna 2022.

| Titule u Katoličkoj Crkvi  | Titule u Katoličkoj Crkvi              | Titule u Katoličkoj Crkvi    |
| -------------------------- | -------------------------------------- | ---------------------------- |
| prethodnik Toma Budislavić | Biskup trebinjsko-mrkanski 1609.–1615. | nasljednik Krizostom Antić   |
| prethodnik Mihovil Restić  | Biskup stonski 1615.–1632.             | nasljednik Ludovik Džamanjić |